# Mario Danieli

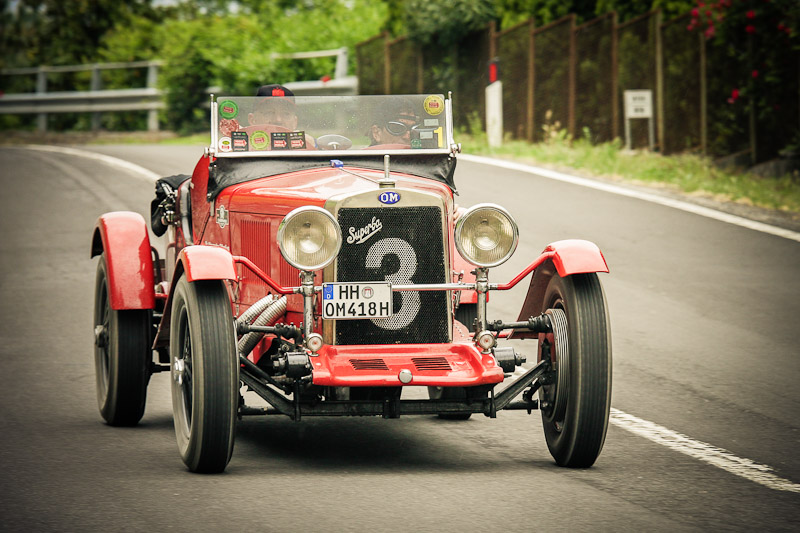
Ein OM 665 Superba wie ihn Tino und Mario Danieli beim 24-Stunden-Rennen von Le Mans 1925 steuerte

Mario Danieli (* 14. April 1879 in Fagagna; † 22. Oktober 1955 in Buttrio) war ein italienischer Autorennfahrer und Unternehmer sowie der Bruder von Tino Danieli.

## Karriere als Rennfahrer
Wie sein Bruder Tino war auch Mario Danieli in den 1920er-Jahren für Officine Meccaniche als Rennfahrer aktiv. Gemeinsam mit Tino startete er zweimal beim 24-Stunden-Rennen von Le Mans. 1925 wurde er Gesamtvierter und Klassensieger. 1926 beendete er das Rennen als Gesamtfünfter.
Sein größter Erfolg war der dritte Endrang bei der ersten Mille Miglia der Motorsportgeschichte 1927. Gemeinsam mit Archimede Rosa fuhr er einen OM 665 Sport und kam 8 Minuten hinter seinem Bruder und Renato Balestrero ins Ziel. Das Rennen gewannen die OM-Teamkollegen Ferdinando Minoia und Giuseppe Morandi.

## Unternehmer
Gemeinsam mit seinem Bruder Tino gründete er 1914 ein Unternehmen, aus dem später der Stahlbaukonzern Danieli wurde.

## Statistik

### Le-Mans-Ergebnisse
| Jahr | Team                | Fahrzeug               | Teamkollege  | Platzierung            | Ausfallgrund |
| ---- | ------------------- | ---------------------- | ------------ | ---------------------- | ------------ |
| 1925 | Officine Meccaniche | O.M. Tipo 665S Superba | Tino Danieli | Rang 4 und Klassensieg |              |
| 1926 | Officine Meccaniche | O.M. Tipo 665S Superba | Tino Danieli | Rang 5                 |              |